# Médaille de la Victoire 1914-1918 (Belgique)
Pour les articles homonymes, voir Médaille interalliée 1914-1918.

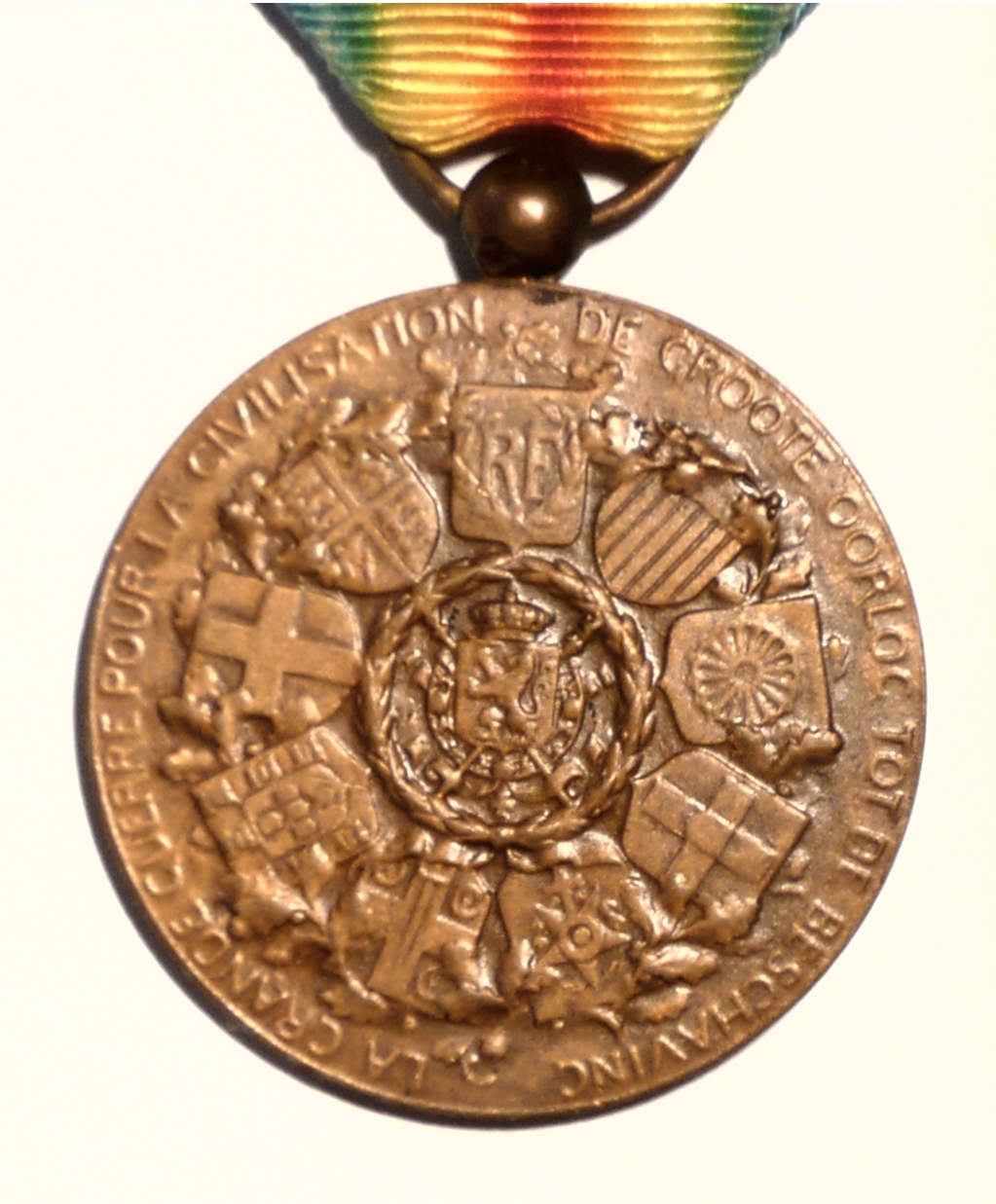
Revers de la version belge de la médaille interalliée de la Victoire

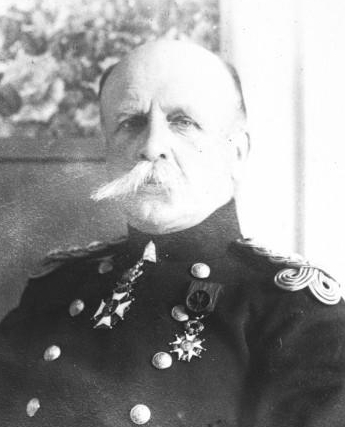
Lieutenant-général le baron Léon de Witte de Haelen, un récipiendaire de la médaille interalliée de la Victoire

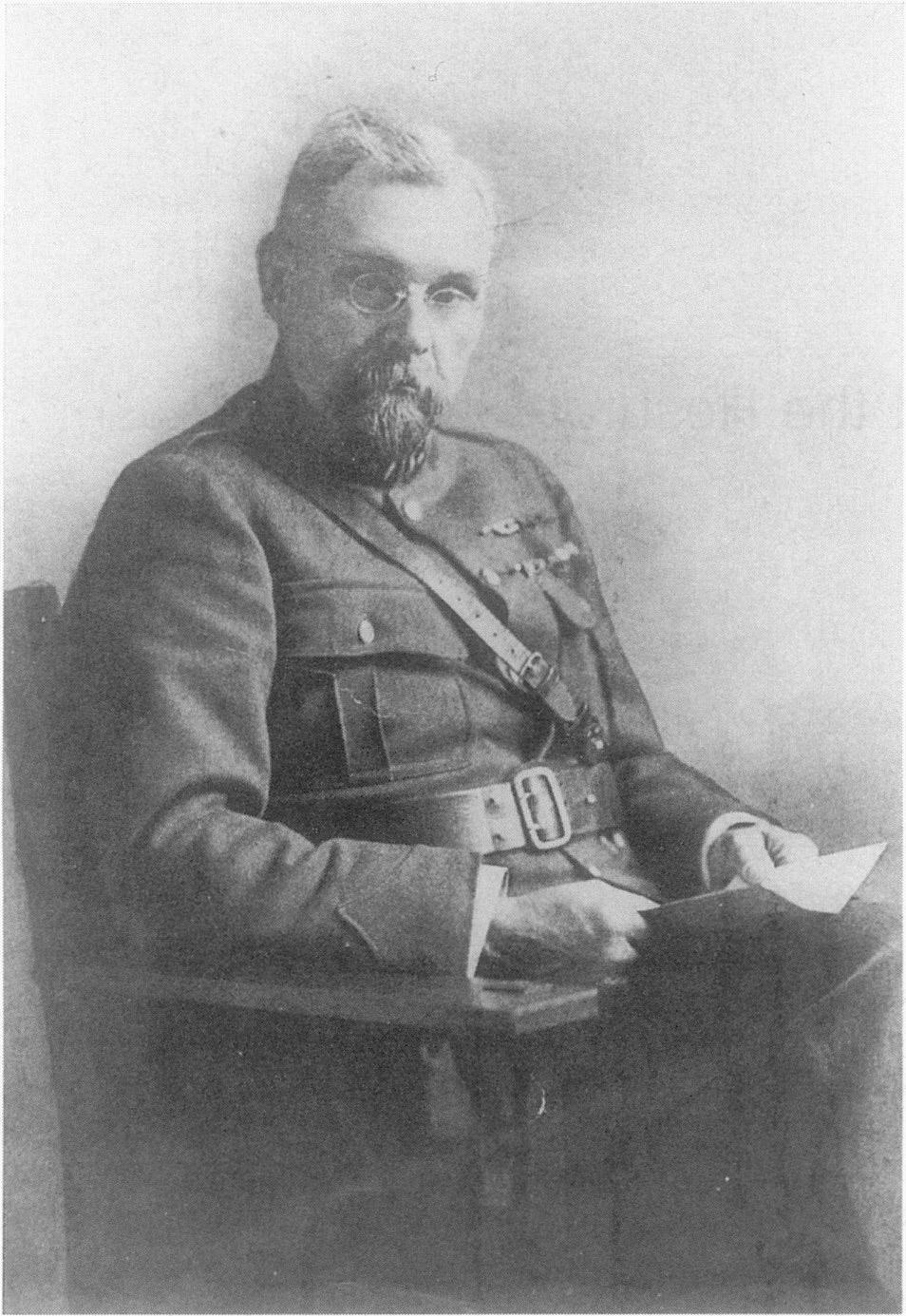
Major-général le docteur Antoine Depage, un récipiendaire de la Médaille Interalliée de la Victoire

La médaille de la Victoire (néerlandais : Zegemedaille) destinée aux combattants de la guere de 1914-1918, est le nom officiel de la médaille interalliée créée en Belgique par l'arrêté royal de 14 juillet 1919 instituant un insigne disctinctif interallié.
La création d'une médaille interalliée commémorative identique pour toutes les nations alliées de la Première Guerre mondiale fut originellement proposée par le maréchal Foch. Bien que les modèles ou les noms diffèrent légèrement d'un pays à l'autre, le ruban lui, est identique.
La version belge fut créée par arrêté royal le 14 juillet 1919.  Elle était décernée à tous ceux qui ont servi dans les forces armées belges mobilisées entre le 1er août 1914 et le 11 novembre 1918.  Elle était portée immédiatement après la médaille de l'Yser et, par des stipulations postérieures, pouvait également être attribuée aux participants des campagnes en Afrique, et, sous certaines conditions, aux membres de la marine marchande et aux pêcheurs belges, etc.

## Insigne
La version belge de la médaille interalliée, portant le nom de "Médaille de la Victoire" était une médaille circulaire de 36 mm de diamètre frappée de bronze doré.  Son avers portait la Victoire ailée se tenant debout sur le sommet d'un globe terrestre partiellement visible, ses bras ouverts et ses ailes déployées, regardant vers le bas et tenant en sa main droite une épée et, en sa main gauche, une couronne de lauriers.
Sur son revers, superposées sur une couronne de lauriers, les armoiries des alliés, représentées dans le sens horaire, de la Troisième République française, des États-Unis, de l'empire du Japon, du royaume de Grèce, du Brésil, de la Serbie, du Portugal, du royaume d'Italie et du Royaume-Uni, au centre se situent les petites armoiries royales de la Belgique.  Le long du rebord de la médaille, le texte circulaire bilingue est gravé en relief, en français « LA GRANDE GUERRE POUR LA CIVILISATION » et en néerlandais « DE GROOTE OORLOG TOT DE BESCHAVING ».
La médaille était suspendue par un anneau à un ruban de soie moirée arc-en-ciel commun aux diverses versions de la médaille interalliée de la Victoire 1914–1918 des pays alliés

## Récipiendaires illustres (liste partielle)
- Comte Yves d'Oultremont (1894-1938), corps ACM belge en Russie de 1915 à 1918.
- Pierre Auguste Marcel Dumas (1889-1954) Chef d'entreprise Cazeaux puis Dumas et enfin "Darnat et Dumas".
- Général Comte François d'Oultremont (1899-1988), fêta ses 18 ans au front de l'Yser.
- Lieutenant-général Alphonse Ferdinand Tromme
- Lieutenant-général de cavalerie Marcel Jooris
- Major-général Maurice Jacmart
- Lieutenant-général Jean-Baptiste Piron
- Lieutenant-général Jules Joseph Pire
- Lieutenant-général de cavalerie le chevalier Maximilien de Neve de Roden
- Lieutenant-général de cavalerie le baron Victor Van Strijdonck de Burkel
- Lieutenant-général Georges Deffontaine
- Lieutenant-général Alphonse Verstraete
- Lieutenant-général le baron Raoul de Hennin de Boussu-Walcourt
- Lieutenant-général Joseph Leroy
- Lieutenant-général de cavalerie Jules De Boeck
- Lieutenant-général Fernand Vanderhaeghen
- Lieutenant-général Robert Oor
- Lieutenant-général Libert Elie Thomas
- Lieutenant-général Léon Bievez
- Major-général de cavalerie le baron Beaudoin de Maere d’Aertrycke
- Major-général Lucien Van Hoof
- Major-général Jean Buysse
- Major-général Paul Jacques
- Contre-amiral Georges Timmermans
- Major-général aviateur Norbert Leboutte
- Lieutenant-général de Gendarmerie Louis Joseph Leroy
- Lieutenant-général de Gendarmerie Oscar-Eugène Dethise
- Aumônier-Général Louis Kerremans
- Lieutenant-général Harry Jungbluth
- Lieutenant-général de cavalerie le baron Albert du Roy de Blicquy
- Lieutenant-général le chevalier Antonin de Selliers de Moranville
- Lieutenant-général le baron Louis de Ryckel
- Lieutenant-général le baron Émile Dossin de Saint-Georges
- Lieutenant-général le baron Honoré Drubbel
- Lieutenant-général le comte Gérard-Mathieu Leman
- Lieutenant-général Victor Bertrand
- Lieutenant-général le baron Jules Jacques de Dixmude
- Lieutenant-général Georges Guiette
- Lieutenant-général Albert Lantonnois van Rode
- Lieutenant-général le baron Armand de Ceuninck
- Lieutenant-général Aloïs Biebuyck
- Lieutenant-général le baron Léon de Witte de Haelen
- Lieutenant-général de cavalerie le Vicomte Victor Buffin de Chosal
- Lieutenant-général de cavalerie Jules De Blauwe
- Major-général le docteur Antoine Depage
- Major-général le baron Édouard Empain
- Major-général Jean-Louis Daubechies
- Sgt Fourrier Marcel Scieur
- Maréchal Philippe Pétain